# Градини
Градѝни е село в Североизточна България, община Генерал Тошево, област Добрич.

## География
Село Градини се намира в Южна Добруджа, на около 24 km северно от областния център град Добрич и 15 km северозападно от общинския център град Генерал-Тошево. Разположено е в Източната Дунавска равнина, в източната част на Добруджанското плато. Надморската височина в центъра на селото е около 191 m. Климатът е умерено континентален.
Общинският път, минаващ през село Градини, води: на север през селата Сноп и Житен до връзка в село Красен с третокласния републикански път III-2903 и по него на югоизток към град Генерал Тошево; на югоизток покрай селата Узово и Зограф и през село Пчеларово – до връзка при село Царевец с второкласния републикански път II-29 (Варна – Добрич – ГКПП Кардам, граница с Румъния).
Землището на село Градини граничи със землищата на: село Сноп на запад и север; село Изворово на североизток и изток; село Узово на изток и югоизток; село Пчеларово на юг; село Добрево на югозапад и запад.
Числеността на населението на село Градини по данните от преброяванията от 1934 г. насам се променя както следва:
| \| Година на преброяване \| Численост \| \| --------------------- \| --------- \| \| 1934 \| 496 \| \| 1946 \| 540 \| \| 1956 \| 544 \| \| 1965 \| 360 \| \| 1975 \| 206 \| \| 1985 \| 150 \| \| 1992 \| 116 \| \| 2001 \| 88 \| \| 2011 \| 48 \| \| 2021 \| 35 \| |           |
| Година на преброяване | Численост |
| 1934 | 496       |
| 1946 | 540       |
| 1956 | 544       |
| 1965 | 360       |
| 1975 | 206       |
| 1985 | 150       |
| 1992 | 116       |
| 2001 | 88        |
| 2011 | 48        |
| 2021 | 35        |

Етническият състав на населението по численост и дял на етническите групи според преброяването през 2011 г. е:
| Етнически групи     | Численост | Дял (в %) |
| Общо                | 48        | 100       |
| Българи             | 48        | 100       |
| Турци               | 0         | 0         |
| Цигани              | 0         | 0         |
| Други               | 0         | 0         |
| Не се самоопределят | 0         | 0         |
| Не отговорили       | 0         | 0         |

## История
След Руско – турската война (1877 – 1878) и Освобождението селото е в България от 1878 г. до 1913 г. и от 1940 г. В Списъка на населените места по преброяването на 1 януари 1881 г. то фигурира като Дорбалий в община Ели-Бей (Пчеларово), околия Добрич, окръг Варна. През 1942 г. селото – тогава Дорбали, е преименувано на Градини. След края на Междусъюзническата (Втората балканска) война по силата на Букурещкия договор от 1913 г. (чиито условия България отказва да приеме за окончателни) селото остава в румънска територия. Върнато е на България по Крайовската спогодба от 1940 г.
При избухването на Балканската война в 1912 г. един човек от селото (Джендо Атанасов) е доброволец в Македоно-одринското опълчение.
Начално училище „Кирил и Методий“ е открито в село Дурбалии (Градини) през 1902 г. и е действало известно време и след 1944 г..

## Обществени институции
Изпълнителната власт в село Градини към 2024 г. се упражнява от кметски наместник.

## Природни и културни забележителности
Село Градини попада в защитената зона по директивата за местообитанията „Крайморска Добруджа.